# A Gudiña
A Gudiña és un municipi de la província d'Ourense a Galícia. Pertany a la Comarca de Viana.
| 2.697 | 2.465 | 2.275 | 2.605 | 1.180 |
| Fonts: INE i IGE (Els criteris de registre censal variaren i les dades de l'INE i de l'IGE poden no coincidir.) |       |       |       |       |

## Parròquies
- Barxa (San Xoán)
- O Canizo (Santa María)
- Carracedo da Serra (Santiago)
- A Gudiña (San Martiño e San Pedro)
- Parada da Serra (San Lucas)
- Pentes (San Mamede)
- San Lourenzo de Pentes (San Lourenzo)
- O Tameirón (Santa María)